# プリンスメロン
プリンスメロン（prince melon）は、サカタのタネが開発したノーネットメロンの品種。

## 概要

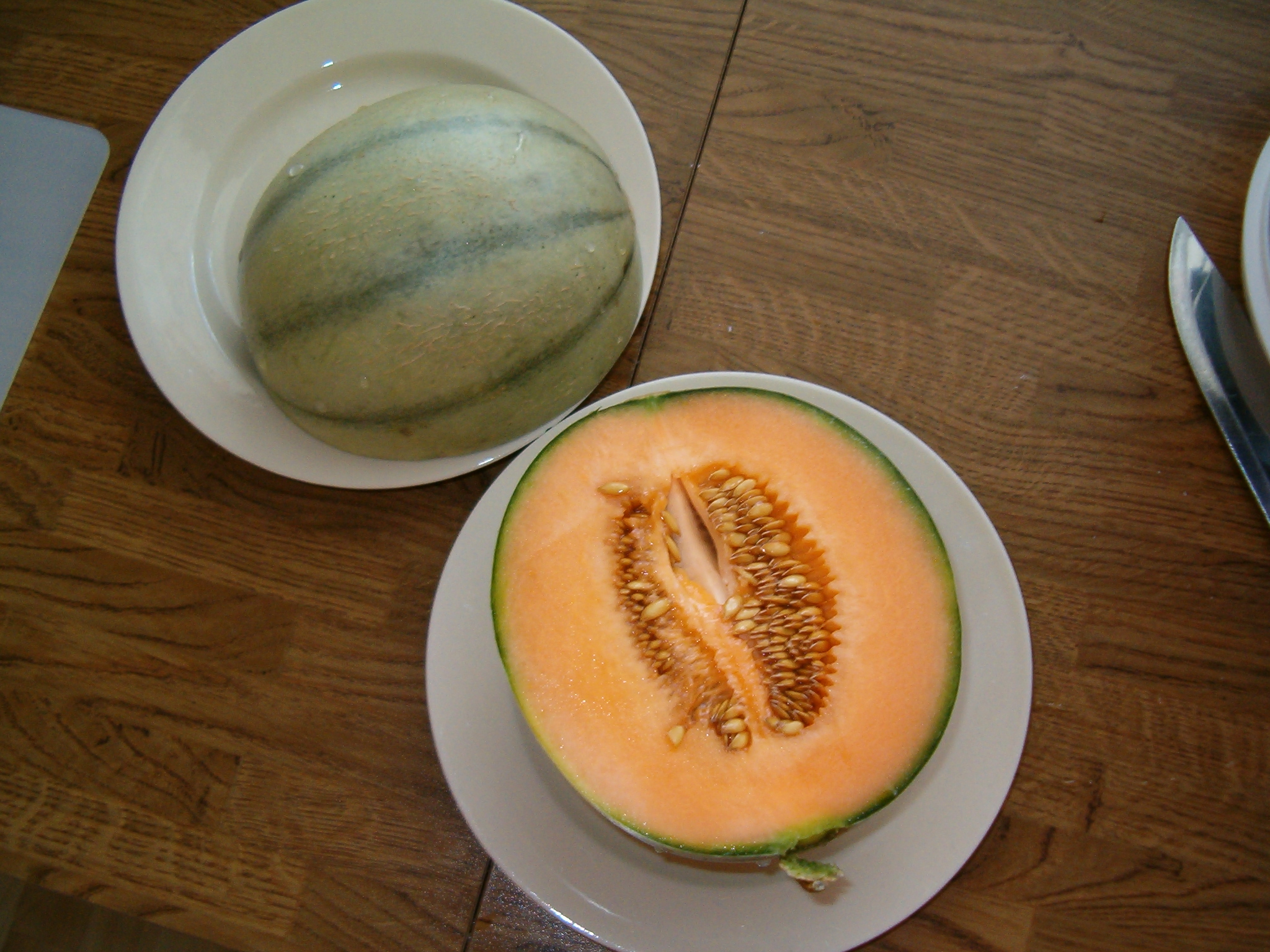
プリンスの片親であるシャランテメロン

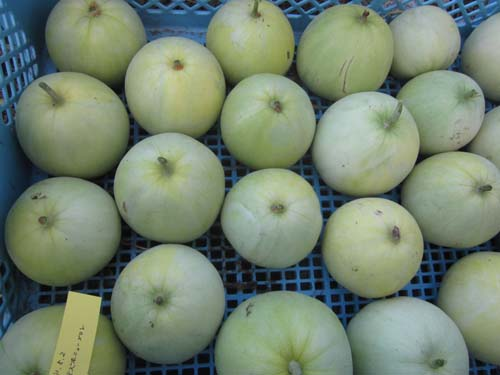
プリンスの片親であるニューメロン

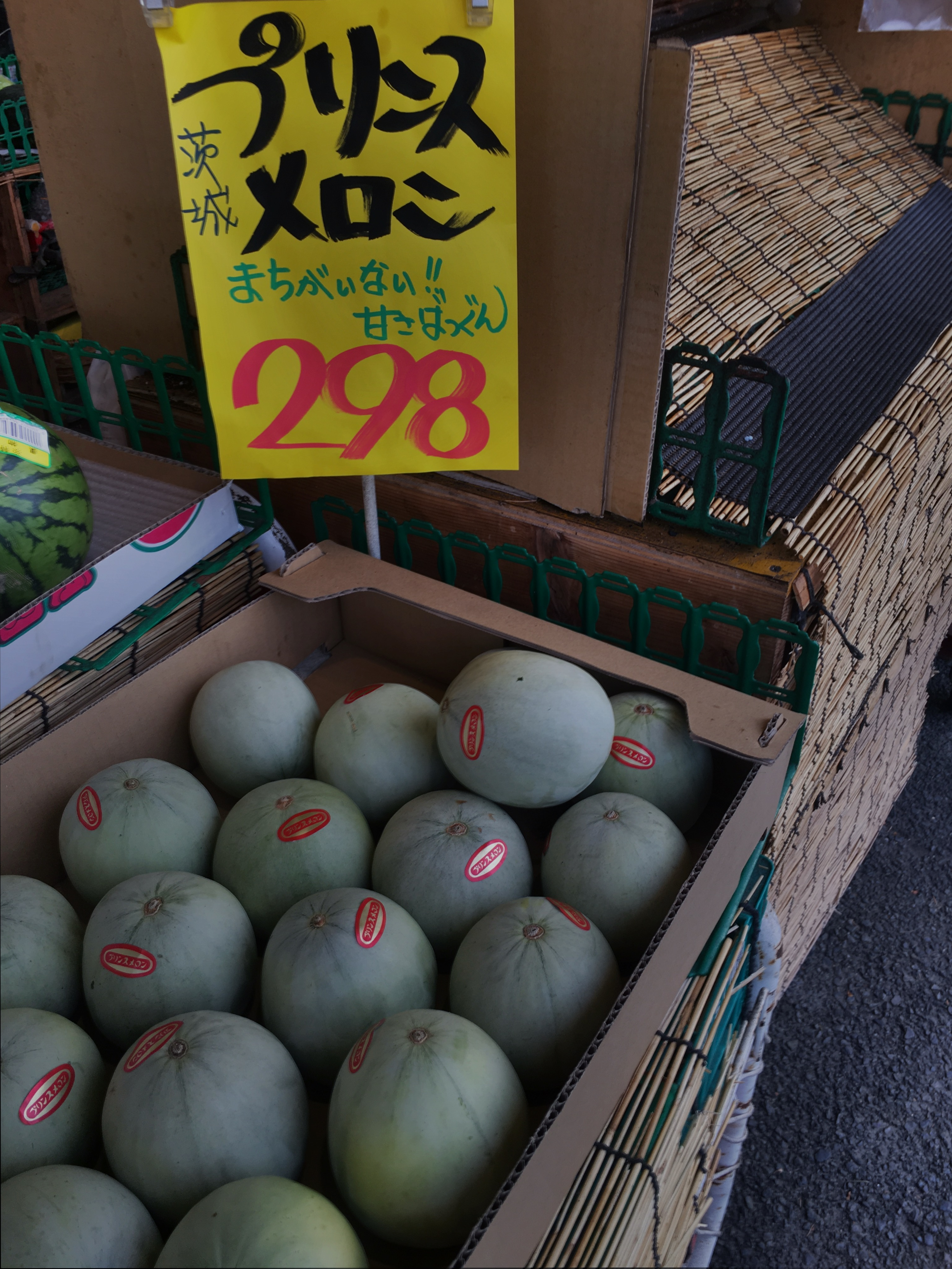
プリンスメロン、東京にて

真桑瓜の一種ニューメロン（New Melon）とカンタロープの一種シャランテメロン（Charentais Melon）の交配により誕生した一代交配種である。「プリンスメロン」という名前は、横浜の青果商グループ「プリンス会」が試食したことから命名されており、皇室に由来する名前ではない。
安価なメロンの先駆者であり、それまで高級メロン（マスクメロン）・甘い瓜（マクワウリ）しか無かった時代にメロンを一般大衆に広めた。後にアンデスメロンが開発されるまで、安価なメロンの代名詞であった。
メロンの二大病害つる割れ病とうどんこ病に抵抗・耐病性がなく、長年栽培を続けてきた産地では連作障害で栽培が困難になったため、改良種の「プリンスPF」が1976年（昭和51年）に発表され、この品種が主流になった。なお、｢プリンスPF」は「プリンス」よりやや大きめの果実に生育する傾向がある。

## 歴史
- 1959年 種苗開発が開始。皇太子ご成婚。
- 1961年 真桑瓜とシャランテの交配により誕生[2]。
- 1962年 販売開始[1]。
- 1976年 うどんこ病耐病性・つる割れ病抵抗性を付与した「プリンスPF」発表。

## 特徴
果肉の色は、緑の部分と橙の2層となる。皮色は白っぽく薄い緑でノーネット。
甘みはあるが香りはやや弱い。また、舌をピリピリと刺激するようなエグ味が出やすい。

## 主な産地
北海道から九州地方まで全国的に生産される。
北海道三笠市・秋田県・茨城県・福井県・鳥取県倉吉市・長崎県・熊本県など。